# Hegemose
Hegemose (dansk) eller Hechtmoor (tysk) er en fredet højmose på 34 hektar, beliggende øst for Havetoftløjt og vest for den tidligere dansk-kongelige domæneskov Rebbjergskov i Midtangel i det østlige Sydslesvig. Nærliggende bebyggelser er Esmarkholm og Torskjeld. Mosen rummer halvtørre partier med hedeagtig vegetation, men også våde partier. Der forekommer flere sjældne orkidéer som f.eks. hjertelæbe og flere gøgeurter. Planten benbræk, som er ret sjælden i Danmark, findes her i et stort antal.
Mosen har gennem tiderne været udnyttet til tørvegravning til brændsel. Tørvegravningen og afvandingen medførte i en del af arealet en tilgroning med træer og buske. Men der findes også våde partier med hængesækflader. Mosen er fredet siden 1941 og udpeget som EU-habitatområde. Mosen afvander til Bondeå.
Øst for mosen ligger skovområdet Sønderskov (Süderholz).